# ユリアン・カラベラ
ユリアン・カラベラ（Iulian Carabela 、1996年4月11日 - ）は、ルーマニア・セルナヴォダ出身のプロサッカー選手。ファルル・コンスタンツァ所属。ポジションは、ディフェンダー（レフトバック）。